# 田肯
田肯，《汉纪》及《汉书》作田宵，秦末汉初人物。
汉高帝六年（前201年）十二月，刘邦伪游云梦，会诸侯於陈县，擒获楚王韩信。当日，大赦天下。田肯前来向高帝祝贺说：“陛下捉住了韩信；又在秦中建都。秦地是形胜之国，以河为带山为阻，地势便利，从这里向诸侯用兵，就好像高屋建瓴，势不可挡。齐地，东有琅邪、即墨的富饶物产，南有泰山之固，西有浊河之限，北有渤海渔盐之利，土地方圆二千里，持戟百万，可算东方的秦国了，不是陛下嫡亲子弟，不可以去统治齐国的。”刘邦赞同他的话。赏给田肯五百斤黄金。